# (38458) 1999 TP12
1999 TP12 (asteroide 38458) é um asteroide da cintura principal. Possui uma excentricidade de 0.19382050 e uma inclinação de 13.26794º.
Este asteroide foi descoberto no dia 12 de outubro de 1999 por Paul G. Comba em Prescott.